# Halobacteris
|  | Aquest article tracta sobre el gènere. Vegeu-ne altres significats a «Halobacteri (classe)». |

Halobacterium és un gènere de microorganismes del domini taxonòmic dels arqueus. Comprèn diverses espècies el metabolisme de les quals requereix ambients amb una alta concentració de sal. Moltes de les seves proteïnes no són actives a concentracions baixes en sal. La seva paret cel·lular és bastant diferent a la de la majoria de bacteris atès que, les membranes ordinàries compostes per lipoproteïnes no suporten concentracions elevades de sal. Són aerobis obligats que creixen sobre aminoàcids. Tenen forma de coc o de bacil, de color vermell o porpra i són mòbils. Es reprodueixen per fissió binària (per constricció).
La temperatura òptima d'Halobacterium és de 42 °C. El genoma d'una espècie indeterminada d'Halobacterium ha estat seqüenciat i consta de 2.571.010 parells de bases (bp) en un ADN repartit entre tres filaments circulars: un gran cromosoma de 2.014.239 pb i dos més petits de 191.346 i 365.425 bp. Aquesta espècie, denominada Halobacterium sp. NRC-1, s'ha emprat extensivament per l'anàlisi postgenòmic.
Les espècies d'Halobacterium es troben al Gran Llac Salat, mar Mort, llac Magadi i en altres moltes aigües amb altes concentracions de sal. Les espècies porpres són d'aquest color degut a la bacteriorodopsina, una proteïna sensible a la llum, que proporciona energia química a la cèl·lula emprant la llum del sol per desplaçar protons fora de la cèl·lula. El gradient protònic resultant a través de la membrana cel·lular és utilitzat per a la síntesi d'ATP, de manera anàloga al procés de síntesi d'ATP que té lloc a la membrana mitocondrial interna dels mitocondris en cèl·lules eucariotes (fosforilació oxidativa). La bacteriorodopsina és una proteïna químicament molt semblant al pigment sensible a la llum rodopsina, que es troba a la retina dels vertebrats.